# Truancy: The Very Best of Pete Townshend
Truancy: The Very Best of Pete Townshend es un álbum recopilatorio del músico británico Pete Townshend, publicado por la compañía discográfica Universal Music el 29 de junio de 2015. El álbum recopila la carrera musical de Townshend en solitario a través de quince canciones remasterizadas en los estudios Abbey Road, e incluye dos canciones inéditas: "Guantanamo" y "How Can I Help You". Truancy: The Very Best of Pete Townshend forma parte de una campaña de reediciones del catálogo musical de Townshend entre 2015 y 2016.

## Lista de canciones
1. "Pure and Easy"
2. "Sheraton Gibson"
3. "(Nothing Is Everything) Let's See Action"
4. "My Baby Gives It Away"
5. "A Heart To Hang Onto"
6. "Keep Me Turning"
7. "Let My Love Open the Door"
8. "Rough Boys"
9. "The Sea Refuses No RIver"
10. "Face Dances (Part 2)"
11. "White City Fighting"
12. "Face The Face"
13. "I Won't Run Anymore"
14. "English Boy"
15. "You Came Back"
16. "Guantanamo"
17. "How Can I Help You"